# A Moment of War
A Moment of War is een boek van Laurie Lee. Het boek is in 1991 uitgebracht en is het laatste boek van zijn semiautobiografische trilogie. Het is het vervolg op Cider with Rosie (1959) en As I Walked Out One Midsummer Morning (1969).